# Dalbergia acutifoliolata
Dalbergia acutifoliolata là một loài thực vật có hoa trong họ Đậu. Loài này được Mendonca & Sousa miêu tả khoa học đầu tiên.